# Natalia Taubina

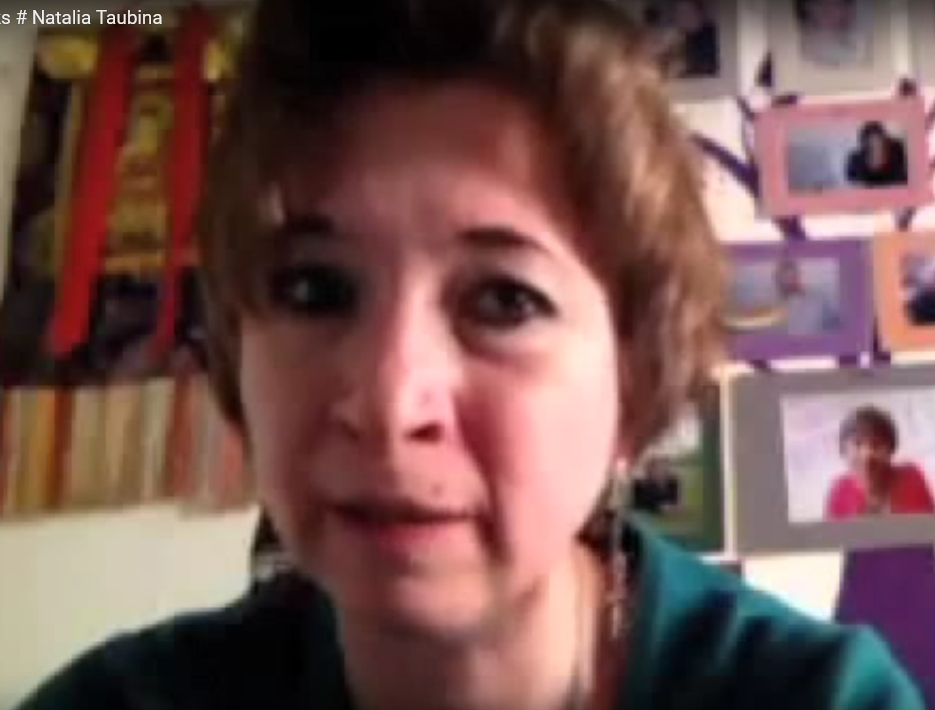
Natalia Taubina

Natalia Jevgenjevna Taubina (Russisch: Наталья Евгеньевна Таубина) is een Russisch mensenrechtenactivist.

## Levensloop
Taubina studeerde af aan het Moscow Engineering Physics Institute in 1993.
Zij was directeur bij het Russische Onderzoekscentrum voor Mensenrechten en de Stichting voor de Burgermaatschappij. Sinds 2004 staat zij aan het hoofd van een non-profitorganisatie in Moskou die rechtsbijstand verleent aan slachtoffers van politiegeweld. Zij werd door Human Rights Watch bekroond met de "Alison Des Forges Award" voor buitengewoon activisme. In 2015 ontving zij voor haar werk de Robert F. Kennedy Human Rights Award.